# Fall Ahmed Samsam
Ahmed Samsam (* 31. Dezember 1989 in Tveje Merløse bei Holbæk, Dänemark) ist ein dänischer Staatsbürger mit dänisch-syrischem Hintergrund. Ahmed Samsam wuchs in Vollsmose, Odense, und Bellahøj, Kopenhagen, in einer Familie mit sieben Kindern auf.
Er wurde im Jahr 2018 wurde er in Spanien zu acht Jahren Haft verurteilt, unter der Anklage, Mitglied der Terrororganisation Islamischer Staat in Syrien gewesen zu sein. Kontroversen beinhalten Vorwürfe, dass Ahmed Samsam von den dänischen Nachrichtendiensten Politiets Efterretningstjeneste (PET) und Forsvarets Efterretningstjeneste (FE) als Geheimagent eingesetzt wurde.
Ahmed Samsam, dessen Vater Jihad Samsam in den frühen 1980er Jahren aus Hama, Syrien, nach Dänemark floh, nachdem das syrische Militär 1982 einen Aufstand der Muslimbrüder niedergeschlagen hatte, denen er angehörte. Er erhielt 1996 die dänische Staatsbürgerschaft durch das Folketing, das dänische Parlament.

## Kriminalität in Dänemark
Samsam war bereits in jungen Jahren in kriminelle Aktivitäten und das Bandenmilieu rund um Odense verwickelt. In Dänemark wurde er mehrfach wegen verschiedener Vergehen wie Raub, Gewalt, Waffen- und Drogenbesitz sowie Verkehrsdelikten verurteilt. Als er 2012 das erste Mal nach Syrien reiste, war er gerade aus dem Gefängnis entlassen worden. Während seines Aufenthalts in Syrien gab er ein Interview, in dem er seine kriminelle Vergangenheit in Dänemark schilderte.
Im Mai 2015 wurde sein jüngerer Bruder in Kopenhagen bei einer bandenbezogenen Auseinandersetzung erstochen. Einen Tag nach dem Mord wurden Ahmed und drei seiner Freunde festgenommen, und Ahmed wurde wegen Gewalt gegen die Polizei im Zusammenhang mit den Straßenausschreitungen angeklagt. Die Polizei verdächtigte sowohl Ahmed als auch seinen Bruder, Verbindungen zur Vollsmose-Bande „Black Army“ zu haben.
Im Mai 2017 war Samsam der Manager einer Eisdiele auf Frederiksberg, die beschossen wurde, wobei ein junger Angestellter verletzt wurde. Kurz danach reiste Ahmed nach Spanien, wo sich sein älterer Bruder aufhielt. Laut seiner eigenen Aussage reiste er, um dem Bandenmilieu zu entkommen.

## Der Syrienkrieg
Am 23. September 2012 trat Ahmed Samsam in der dänischen Sendung 21 Søndag auf und wurde von Puk Damsgaard in der Nähe der syrischen Grenze in der Türkei interviewt. Dort erklärte er, dass er sich auf der Seite der Rebellen am syrischen Bürgerkrieg beteiligte und bereit sei, bis zum „Sieg oder Tod“ zu bleiben. Ahmed verbrachte zwei bis drei Monate im Land und war mit einer örtlichen Miliz namens Kata’ib al-Iman (Brigade des Glaubens) in der Nähe von Hama verbunden. Nach seiner Rückkehr nach Dänemark verbüßte er im Dezember 2012 eine Reststrafe von 30 Tagen im Gefängnis. Laut Berlingske wurde er während dieser Haftstrafe erstmals vom Politiets Efterretningstjeneste (PET), dem dänischen Nachrichtendienst, kontaktiert und schloss nach seiner Entlassung einen Vertrag mit dem Dienst ab. Alles, was er in Syrien nach Dezember 2012 getan habe, sei laut Berlingske auf Anweisung des PET und des Forsvarets Efterretningstjeneste (FE) erfolgt. Im Februar 2013 reiste er erneut nach Syrien, wobei der PET die Reise finanzierte. Im November 2013 wurde er vom PET zum FE transferiert, da Letzteres besser mit Agenten im Ausland arbeiten könne. Im Frühjahr 2014 finanzierte das FE erneut eine Reise nach Syrien. Im Oktober 2015 bat das FE ihn erneut, in das Land zu reisen, diesmal um sich direkt dem Islamischen Staat anzuschließen. Samsam lehnte jedoch ab, unter anderem weil er dies für zu riskant hielt, woraufhin seine Zusammenarbeit mit den dänischen Nachrichtendiensten laut Berlingskes Quellen zu diesem Zeitpunkt endete. Am 20. August 2013 berichtete Ekstrabladet, dass Ahmed Samsam aus Syrien nach Dänemark zurückgekehrt war, ohne weitere Informationen über seinen Aufenthalt im Land preiszugeben. In dem Artikel erwähnte die Zeitung auch, dass das PET zurückgekehrte Syrienkämpfer zu dieser Zeit als die größte Bedrohung für die Gesellschaft ansah.

## Verhaftung und Verurteilung wegen angeblicher Unterstützung des Terrors in Spanien
Durch die internationale polizeiliche Kooperation hatte der dänische Polizeinachrichtendienst (PET) Ahmed Samsam als potenziell radikalisiert eingestuft, woraufhin die spanische Polizei begann, ihn ab dem Zeitpunkt seiner Ankunft in Spanien zu überwachen. Am 30. Juni 2017 wurde Ahmed Samsam in Benahavís in der Nähe von Malaga von der spanischen Polizei Guardia Civil verhaftet. Landesrichterin Carmen Lamela ordnete die Untersuchungshaft von Ahmed Samsam an, unter dem Verdacht, Mitglied der Terrororganisation Islamischer Staat zu sein und versucht zu haben, Waffen und kugelsichere Westen in Spanien zu beschaffen. Ein paar Tage zuvor war er nach eigener Aussage von spanischer Drogenpolizei aufgehalten worden, weil er Haschisch gekauft hatte. Während des Verfahrens erklärte die spanische Polizei, sie habe einen Tipp von den dänischen Behörden erhalten, dass Ahmeds älterer Bruder eine Person sei, die man im Auge behalten sollte, und sie hätten später festgestellt, dass Ahmed und sein Bruder sich nicht wie normale Touristen verhalten hätten. Die Verdächtigen wechselten innerhalb von zwei Wochen fünfmal das Hotel und wirkten nervös. Dies führte zur Einleitung einer Untersuchung. Die spanische Zeitung El Pais berichtete, dass die Verhafteten vor ihrer Festnahme auch Prostituierte besucht hätten. Am 28. Juni 2018 wurde Ahmed Samsam vom Nationalen Gerichtshof in Madrid in erster Instanz zu acht Jahren Haft wegen Unterstützung des Terrors verurteilt. Laut der spanischen Polizei verwendete er das Pseudonym „Abu Bakr oder Syri“.
Am 23. November 2018 wurde das Urteil in zweiter Instanz am Berufungsgericht Sala de Apelación de la Audiencia Nacional in Madrid bestätigt. Ahmed Samsams Berufung vor dem Obersten Gericht Spaniens (Tribunal Supremo) als dritte Instanz wurde am 17. Mai 2019 abgelehnt, und das Urteil ist somit rechtskräftig.
Der Journalist Braulio García Jean hat im Zusammenhang mit der Recherche für ein Buch über Terrorismusfälle in Spanien von einer hochrangigen Geheimdienstquelle erfahren, dass Spanien (und deren Gerichte) einen Fehler im Fall Ahmed Samsam gemacht haben soll.

### Klage gegen PET und FE
In einem Versuch, das Terrorurteil in Spanien zu kippen, hat Ahmed Samsams Anwalt PET und FE verklagt, um sie dazu zu bringen, zu bestätigen, dass er während seiner Reisen nach Syrien von PET und FE entsandt wurde. Darunter wurden mehrere leitende Beamte von PET und FE zusammen mit Chefredakteuren verschiedener Nachrichtenmedien vorgeladen. Der Prozess begann am 24. August 2023 in Kopenhagen.

### Berlingskes Artikelserie über den Fall
Am 12. Januar 2020 brachte die Zeitung Berlingske eine umfangreiche Artikelserie heraus, in der sie behauptete, dass Samsam unschuldig an der Anklage sei, Mitglied des Islamischen Staates zu sein. Stattdessen behauptete die Zeitung, seine Handlungen in Syrien seien im Auftrag der dänischen Nachrichtendienste PET und FE als Geheimagent erfolgt. Die Zeitung argumentierte daher, dass Samsam ein Justizopfer geworden sei. Die Zeitung stützte ihre Darstellung auf „Quellen mit tiefem Einblick in den konkreten Fall“, die aufgrund der sensiblen Natur des Falls anonym sprachen. Sowohl PET als auch FE lehnten es ab, Berlingskes Informationen zu bestätigen oder zu widerlegen, und verwiesen auf ihre besonderen Arbeitsbedingungen und die mögliche Gefährdung ihrer zukünftigen Geheimdienstarbeit.
In den folgenden Tagen veröffentlichte die Zeitung weitere Artikel, die unter anderem darauf hinwiesen, dass Mitarbeiter sowohl von PET als auch von FE nach Berlingskes Informationen „verärgert darüber waren, dass die Behörden nicht viel früher Kontakt aufgenommen und die wahre Situation des Mannes in Spanien erklärt oder sich bemüht hatten, ihn freizulassen oder die spanischen Behörden zu einer milderen Anklage zu bewegen“. Am 16. Januar bezeichnete die Zeitung den Fall in ihrem Leitartikel als möglichen Justizmord und betonte, dass Samsam natürlich nicht für die Arbeit bestraft werden sollte, die er drei Jahre lang als dänischer Agent geleistet hatte. Am 19. Januar berichtete die Zeitung, dass Mitarbeiter von PET und FE sich im Sommer 2018 bei einem Treffen im Hauptquartier von PET in Buddinge darauf geeinigt hatten, in den Fall einzugreifen und sicherzustellen, dass Ahmed Samsam aus Spanien zurückgeholt wurde, um ihn dann freizulassen und ihm eine angemessene finanzielle Entschädigung zu gewähren. Die Umsetzung dieses Plans erfolgte jedoch nie, angeblich weil das PET aus unbekannten Gründen beschloss, die Vereinbarung nicht einzuhalten.
Peter Biering, der als Kammeradvokat tätig ist und für Nachrichtendienste arbeitet, argumentiert, dass es unerheblich sei, ob ein Zusammenarbeitsnachweis mit Geheimdiensten vorliegt oder nicht, da er dennoch vom höchsten Gericht wegen seiner Verbindung zur Islamischen Staatsgruppierung verurteilt wurde und daher kein Justizmord vorliege.